# Carl Heinrich von Wedel
Carl Heinrich von Wedel (Göritz, 12 luglio 1712 – Göritz, 2 aprile 1782) è stato un generale e politico prussiano.
Generale tra i più noti della Prussia del XVIII secolo, nel 1760 Wedel venne nominato da Federico II alla carica di ministro della guerra del Regno di Prussia. Già in pensione, venne richiamato in occasione della guerra di successione bavarese nel 1778. Il suo nome si trova inciso nella statua equestre di Federico il Grandea Berlino nel 1851.

## Biografia

### I primi anni
La famiglia Wedel apparteneva alla nobiltà della Pomerania. Carl Heinrich Von Wedel nacque il 12 luglio 1712 nella regione dell'Uckermark, nel Brandeburgo. Suo padre, Georg Wilhelm, era ufficiale dell'Alta Corte della Uckermark nonché proprietario del castello di Goritz. Sua madre era Marie Salome di Eichstedt. A quindici anni, Wedel entrò nell'esercito prussiano col grado di caporale nel 6º reggimento di fanteria. Nel 1730 venne promosso alfiere ed il 1º marzo 1735 al grado di secondo tenente. Il 23 giugno 1740, Federico II lo nominò capitano e comandante di una compagnia del 6º reggimento granatieri.

### La guerra di successione austriaca
Wedel prese parte alle guerre di Slesia, per quanto col suo reggimento non scese in battaglia. Ad ogni modo, il 14 agosto 1743, venne promosso al rango di maggiore nel 26º reggimento di fanteria al quale continuò ad appartenere per 14 anni. Venne ferito nella battaglia di Soor del 1745.
Wedel venne promosso tenente colonnello l'8 settembre 1751, e ricompensato con l'Ordine Pour le Mérite il 31 maggio 1752. Venne promosso il 17 giugno 1755 al rango di colonnello.

### La guerra dei sette anni
La prima battaglia sul campo, il reggimento di Wedel la conobbe nel corso della guerra dei sette anni e precisamente alla battaglia di Praga del 6 maggio 1757. Sei giorni dopo lo scontro, venne promosso comandante del suo reggimento. Presenziò alla Battaglia di Roßbach. A Leuthen, guidò il suo reggimento nella difficile marcia per fiancheggiare l'ala sinistra dell'esercito austriaco; alle 13:00 lanciò l'attacco ed il suo reggimento raggiunse un risultato tale che ben 14 membri dello stesso ricevettero la medaglia Pour le Mérite.
Il 5 gennaio 1758 Wedel ottenne il comando del 29º reggimento di fanteria prussiano, ma tornò alla testa del suo reggimento precedente tre settimane più tardi. A primavera prese parte all'assedio di Olomouc. Wedel respinse gli attacchi di Laudon a Littau il 20 giugno e a Gundersdorf il 28 giugno. A settembre, venne trasferito nell'Uckermark per liberare la regione dal controllo svedese.
Federico II lo promosse al rango di tenente generale il 22 febbraio 1759. A luglio, venne trasferito al comando del corpo d'armato Dohna dal momento che Federico II aveva ormai deciso che Christoph von Dohna era troppo malato per continuare le operazioni. Federico il Grande inviò quindi Wedel a contrastare l'avanzata russa nel Brandeburgo con 28.000 uomini, ma anche questi si dimostrarono insufficienti: a Wedel era stato chiesto di attaccare l'esercito russo che era due volte più grande di quello che egli disponeva e per questo i suoi uomini vennero schiacciati nella battaglia di Kay. Questa sconfitta spianò la strada per Berlino e Federico venne costretto a precipitarsi a Francoforte sull'Oder per respingere russi ed austriaci coalizzati insieme. Nella successiva battaglia di Kunersdorf, Wedel rimase pesantemente ferito. Problemi di salute lo costrinsero a ritirarsi dal servizio attivo nel 1760.

### Gli ultimi anni
Wedel venne quindi prescelto da Federico II come suo ministro della guerra. Wedel venne richiamato in servizio in occasione della guerra di successione bavarese. Morì il 2 aprile 1782 al castello di Göritz. Il suo nome venne inscritto nella statua equestre di Federico il Grande a Berlino nel 1851.

## Matrimonio e figli
Nel 1747, Wedel sposò Friederike Auguste von Bröcker. Il loro matrimonio produsse i seguenti eredi:
- Un figlio (nato e morto giovane)
- Carolina Federica (19 febbraio 1748 – 5 giugno 1780)[8], sposò il 10 febbraio 1768 il principe Enrico Guglielmo di Anhalt (1735–1801)
- Federica Albertina (17 settembre 1751 – 8 ottobre 1825), sposò Carlo Filippo di Anhalt (1732–1806)